# Alde (España)
Alde (en gallego y oficialmente, O Alde) es una aldea española situada en la parroquia de Fiopáns, del municipio de La Baña, en la provincia de La Coruña, Galicia.

## Demografía
| Gráfica de evolución demográfica de Alde entre 2000 y 2018 |
|                                                            |
| Datos según el nomenclátor publicado por el INE.           |